# ひなた (音楽グループ)
ひなたは、日本のアコースティックデュオ。メンバー2人は従兄弟同士で新潟県長岡市出身。かつてビーイングに所属していた。

## 概要
アコースティックスタイルでの路上ライブで音楽活動を始め、現在多数のCDリリース、ライブハウスでのバンド形式でのライブも行っている。
2005年、47日間で全国47都道府県を路上ライブして周る「ひな旅」を行った。テレビ朝日系「ストリートファイターズ」にて特集を組まれ、話題となる。旅中の食費は1日1人300円、1日1都道府県というハードな旅だったが、路上ライブで出会った人々に支えられ成功に至った。
『歌は心』をモットーに、首都圏、新潟県を中心として活動中。時には遠征も行い、東海地方や関西地方でも活動。

## メンバー
- たかのり（本名：渡辺隆典（わたなべ たかのり） 1979年8月22日 - ） - 新潟県長岡市出身。血液型B型。立ち位置：右。長岡商業高校卒業
  - 18歳からギターを始める。使い込んで穴の空いたギターのほか、ハーモニカも扱う。

- ぴろん（本名：波田野博章（はたの ひろあき） 1980年8月17日 - ） - 新潟県長岡市出身。血液型A型。立ち位置：左。帝京長岡高校出身。
  - 19歳の時、たかのりの影響でギターを始める。

## 略歴
- 1999年
  - 現在の2人組として精力的に路上ライブ活動開始。
- 2000年
  - 新潟県長岡市、新潟市にて路上ライブが人気を博し、各メディアに取り上げられるようになる。
- 2001年
  - ストリートファイターズの放送題1回目のOAにて特集される。
- 2002年
  - 新潟県の関屋自動車学校のCMに楽曲が採用。
- 2003年
  - 3月 - 地元である新潟県長岡市で初のワンマンライブ。
  - 4月 - 上京と共に精力的に路上ライブ活動を始める。
- 2004年
  - 1月17日 - 六本木morph-tokyoにて東京初のワンマンライブを開催。
  - 3月20日 - ミニアルバム「がんばれ」を発売。
  - 5月5日 - 47日間47都道府県路上ライブの旅「ひな旅」を成功させる。
  - 5月10日 - 「ストリートファイターズ」全国人気ランキング3位。
  - 5月15日 - ワンマンライブ「ひなた前線接近中!」開催（morph-tokyo／六本木）
  - 5月23日 - 「ストリートファイターズ」全国サポーターズランキング1位。
  - 5月31日 - 「ストリートファイターズ」にて「ひな旅」特集放送。
  - 7月3日 - ワンマンライブ「HIT!」（SHOW! CASE!／新潟市）
  - 8月21日 - 「24時間テレビ～愛は地球を救う～」ゲスト出演&ゲストライブ（新潟会場）
  - 12月1日 - 新潟関屋自動車学校のCMで「直球勝負」が採用。

- 2005年
  - 2月 - ニッポン放送　優秀新人獲得。
  - 3月2日 - 1stシングル「直球勝負」発売。
  - 6月1日 - 2ndシングル「シアワセの芽」発売。
  - 6月3日 - ニッポン放送「ひなたのオールナイトニッポンR」放送。
  - 6月 - 経済産業省「ジョブカフェ|ジョブカフェ キャリア応援プラザ館」新潟県内のCM曲に「オレンジ色の雲と君の髪」が採用。
  - 6月17日 - 愛知万博サテライト会場ディンドンダンにてライブ開催。
  - 7月13日 - 3rdシングル「オレンジ色の雲と君の髪」発売。
  - 8月3日-8月29日 - 初の全国ライブツアー「夏の風」（名古屋・札幌・新潟・東京・大阪・仙台）成功。
  - 8月27日 - 「24時間テレビ～愛は地球を救う～」ゲスト出演&ゲストライブ（新潟会場）
  - 9月14日 - 1stアルバム「日向日和」発売。
- 2006年
  - 1月18日 - 4thシングル「東京タワー」発売。
  - 2月15日 - 5thシングル「夢パレット」発売。
  - 3月19日 - ワンマンライブ「Life is Music」を渋谷O-Eastで開催。
  - 4月29日 - ワンマンライブ「Life is Music～Niigata～」を新潟LOTSで開催。
  - 8月2日 - 6thシングル「スキップ／ハレルヤ」、ライブDVD「LIFE IS MUSIC」発売。
  - 8月26日 - 「24時間テレビ～愛は地球を救う～」ゲスト出演&ゲストライブ（新潟会場）
  - 11月15日 - 2ndアルバム「LIFE IS MUSIC」発売。
- 2007年
  - 2月14日 - 7thシングル「ミドリの声」発売。
  - 5月5日 - ワンマンライブ「ひなたこどもの日スペシャルLIFE IS MUSIC」を渋谷公会堂で開催。
- 2008年
  - 5月7日 - 8thシングル「向日葵／花火」発売。
- 2009年
  - 4月29日 - 9thシングル「Believe」発売。
  - 10月18日 -「忘文」出演。
  - 10月25日 -「冬の風ツアー2009」スタート。
- 2010年
  - 1月17日 - ｢ひなた光の風ﾜﾝﾏﾝﾂｱｰ2010｣スタート。
  - 7月3日 - ｢夏の風ツアー2010｣スタート。
- 2013年
  - 1月26日 - ひなた結成14周年ワンマンライブ～笑顔の楽園vol2をSHIBUYA O-WESTにて開催
  - 9月20日 - ひなたフレンドサーキットツアー2013として全国10箇所を回るツアーを開催
- 2016年 自身が企画、演出を務めたライブ長岡音むすびフェスを開催する

## 作品

### シングル
1. ひなた　（2001年4月1日）
2. 直球勝負（2005年3月2日／TCR-030）
3. シアワセの芽（2005年6月1日／TCR-032）
4. オレンジ色の雲と君の髪（2005年7月13日／TCR-036）
5. 東京タワー（2006年1月18日／TCR-040）
6. 夢パレット（2006年2月15日／TCR-041）
7. スキップ／ハレルヤ（2006年8月2日／TCR-043）
8. ミドリの声（2007年2月14日／TCR-049）
9. 向日葵／花火（2008年5月7日／ACCR-0004）
10. Believe（2009年4月29日／XQGY-1001）
11. I love you／カラフル（2013年1月26日／THP-00004）
12. 正しい道
13. You
14. 約束の場所

### ミニアルバム
1. がんばれ（2004年3月20日／RIPP-9）

### アルバム
1. 日向日和（2006年1月18日／TCR-038）
2. LIFE IS MUSIC（2006年11月15日／TCR-044）
3. LOVE（2010年11月3日／XQGY-1007）
4. SMILE
5. MUSIC
6. COLOR
7. Change

### オムニバスアルバム
1. エンタ系アコロック音楽盤!! Vol.1（2007年11月7日／CTC1-80046）
2. 19トリビュート （2008年06月04日／XNCA-10005）

9曲目 背景ロマン(4:14)

### DVD
1. LIFE IS MUSIC（2006年8月2日／TBR-8002）
2. MUSIC CLIPS（2007年4月25日／TBR-8003）

### 楽譜
1. ギター弾き語り ひなた／HISTORY&SCORE BOOK～Life Is Music～（2007年2月14日／ドレミ楽譜出版）

## 出演

### ラジオ
- ひなたのオールナイトニッポンR（2005年7月2日、ニッポン放送）
- ひなたの今夜も乾杯!（2019年10月 - 、FM NIIGATA）
- ひなたまつり（2021年4月 - 、BSNラジオ他） - NGT48の本間日陽と共演

### CM
- 新潟関屋自動車学校「直球勝負」（2004年12月）、「スキップ」（2006年8月11日-）

### TV
- 24時間テレビ～愛は地球を救う～
- 忘文

## タイアップ
| 曲名                   | タイアップ                                                 |
| ---------------------- | ---------------------------------------------------------- |
| 直球勝負               | 新潟関屋自動車学校CMソング                                 |
| 直球勝負               | FM-NIIGATA「高校野球新潟地区予選放送」テーマ曲             |
| 直球勝負               | テレビ埼玉「AUDITION TV」2005年9月度エンディング曲         |
| オレンジ色の雲と君の髪 | 「ジョブカフェ キャリア応援プラザ館」CMソング（新潟県内）  |
| 応援歌                 | テレビ新潟「とことんアルビ」挿入曲                         |
| 応援歌                 | アリコジャパン「個人年金保険」CMソング                     |
| 東京タワー             | 千葉テレビ「The・座」2006年1月度エンディング曲             |
| 夢パレット             | 千葉テレビ「The・座」2006年2月度エンディング曲             |
| スキップ               | 千葉テレビ「The・座」2006年7月度エンディング曲             |
| スキップ               | 仙台放送「ヨジテレビ!」2006年8月度エンディング曲           |
| ハレルヤ               | テレビ神奈川「MFTV」エンディング曲                         |
| ハレルヤ               | テレビ埼玉「V-CRIPS」オープニング曲                        |
| ミドリの声             | 新潟県「Eco Festa'07」テーマソング                         |
| ミドリの声             | 千葉テレビ「The・座」2007年2月度エンディング曲             |
| Stand up               | 新潟総合テレビ 2007「Dreaming.」キャンペーンイメージソング |